# Tracy Keith-Matchitt
Tracy Keith-Matchitt, född 30 mars 1990, är en simmare från Cooköarna.
Keith-Matchitt tävlade för Cooköarna vid olympiska sommarspelen 2016 i Rio de Janeiro, där hon blev utslagen i försöksheatet på 100 meter frisim.